# Jacques Nicolaï
Pour les articles homonymes, voir Nicolaï.
Jacques Nicolaï, né le 18 juillet 1605 à Dinant et décédé le 12 février 1678 à Namur, faisant alors partie des Pays-Bas espagnols, est un frère jésuite, artiste peintre et disciple de Pierre-Paul Rubens.

## Biographie
Avant d’entrer dans la Compagnie de Jésus à l'âge de 22 ans (le 10 août 1627), Nicolaï exerçait déjà le métier de peintre. Il aurait commencé l’apprentissage de la peinture à l'âge de 12 ans. Ayant prononcé ses vœux de religion en 1629, Nicolaï est d'abord infirmier au collège de Huy (où il s'occupa des pestiférés durant l'épidémie de 1626-27) puis réfectorier au collège de Liège. À partir de 1639, il exerce à nouveau son métier et talent de peintre jusqu'à sa mort, à Namur le 12 février 1678.

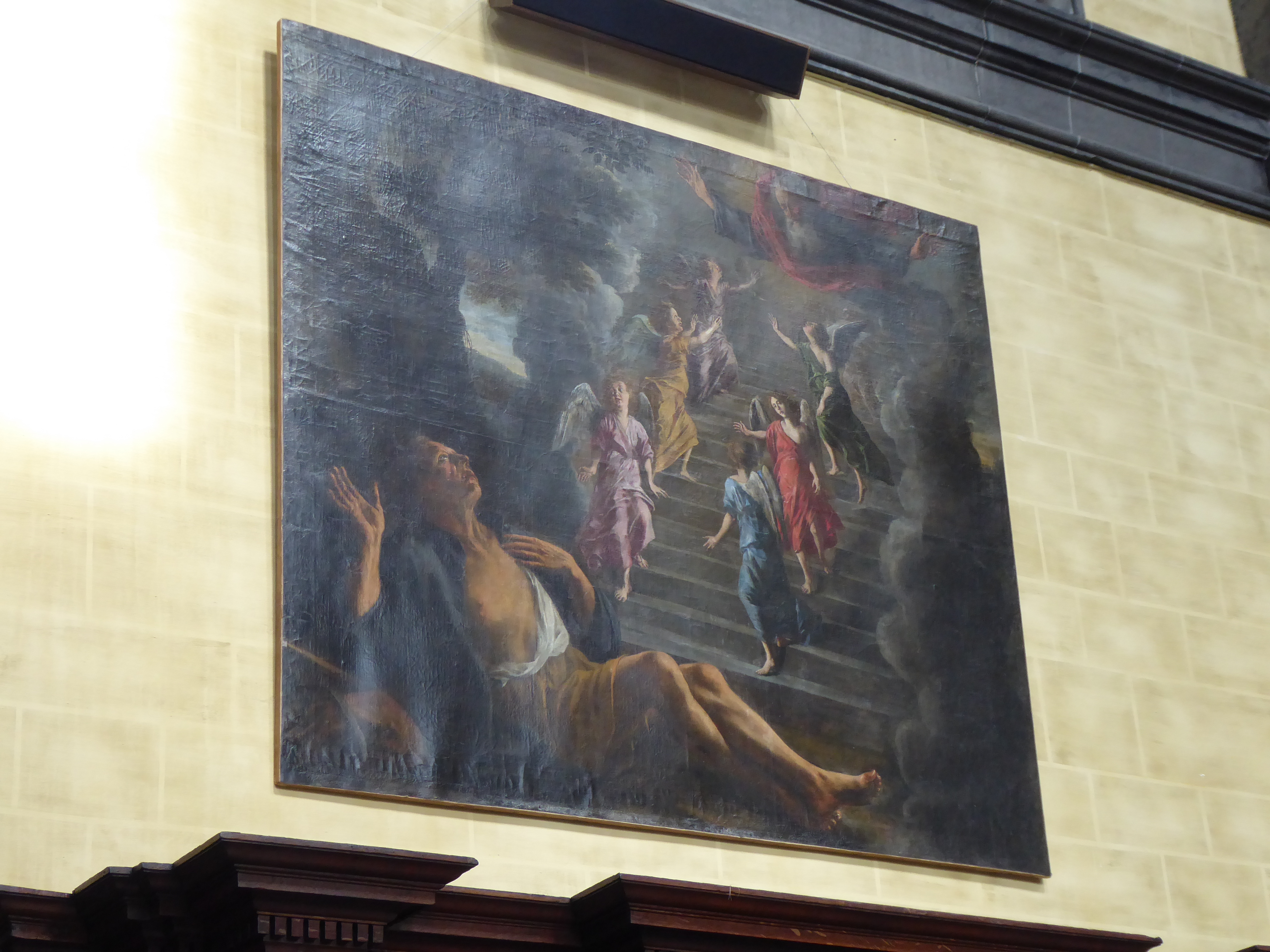
Le songe de Jacob, toile de Nicolaï (église Saint-Loup, à Namur)

## Disciple deRubens
Nicolaï collabore avec Daniel Seghers, un artiste jésuite contemporain. Par ailleurs, et bien qu'ayant étudié quatre ans (1644-1648) à l'atelier fondé par Pierre-Paul Rubens à Anvers, il ne semble pas qu'il ait connu personnellement le grand artiste flamand, car en 1644 Rubens était déjà mort. Son œuvre est cependant très inspirée de Rubens. Nicolaï exécute de nombreux tableaux pour les collèges jésuites de Mons, Nivelles, Saint-Omer (douze compositions), Tournai (alors Tournay) et Namur. D'après des inventaires faits peu après la suppression de la Compagnie de Jésus en 1773, on lui connaît 79 œuvres. De 16 d'entre elles, on a des traces aujourd’hui : 5 se trouvent dans l’église Saint-Loup de Namur, 9 dans la cathédrale Saint-Aubain de Namur, une Assomption dans la cathédrale Notre-Dame de Luxembourg (ancienne église jésuite) jusqu'à la Révolution française et transférée en 1804 en l'église millénaire de Saint-Michel dans la vieille-ville de Luxembourg, une autre enfin dans un musée de Vienne. On sait par ailleurs qu’il travailla également pour l'abbaye bénédictine de Waulsort et le monastère augustin de Géronsart (à Jambes).

## Peintre à Namur
Mais c’est surtout à la ville de Namur que Nicolaï est identifié. Il assure toute la décoration intérieure de l’église du collège jésuite, construite de 1621 à 1645 par un autre frère jésuite, l'architecte Pierre Huyssens. L’église s'appelait alors Saint-Ignace (devenue paroisse et rebaptisée Saint-Loup en 1777). Un cycle de toiles ayant pour thème la Vierge Marie se trouve encore à Saint-Loup : le mouvement des personnages, les draperies et riches tissus, comme la présence quasi obligatoire d'un caniche suggèrent indubitablement Rubens. Pour certaines toiles, on pourrait même parler de simples copies.
Neuf toiles de Nicolaï se trouvant maintenant dans la cathédrale Saint-Aubain de Namur proviennent toutes de l’église Saint-Loup. En 1774, lorsque, par suite de la suppression de la Compagnie de Jésus, les jésuites durent quitter collège et église, les chanoines de la cathédrale en achetèrent une série de toiles. Elles venaient à point pour décorer la cathédrale dont la construction s'était achevée sept ans auparavant (1767). Parmi elles, une Vocation de Saint Matthieu dont la composition est nettement inspirée du tableau du Caravage qui se trouve dans l’église Saint-Louis (à Rome), même si le style iconographique et le caractère plus dramatique sont d'influence rubénienne.